# Nóvoie Seló
Nóvoie Seló - Новое Село (rus) - és un poble del krai de Krasnodar, a Rússia. Es troba a la riba del riu Beissujok Dret, afluent del riu Beissug, a 36 km a l'est de Briukhovétskaia i a 99 km al nord de Krasnodar, la capital.